# Ion Focșa
Ion Focșa (n. 14 februarie 1925, Peceneaga, județul Tulcea – d. 11 ianuarie 2012, Pitești) a fost un actor român de teatru și film, regizor și membru al UNITER.
Este al șaptelea copil al unei familii de slujbași la stat (tatăl - perceptor, mama - casnică).
Debutează la Teatrul Național din București în 1945, cu piesa, Asta-i ciudat, de M.R. Paraschivescu, în regia lui Tudor Mușatescu. Apoi joacă pe scenele mai multor teatre unde este angajat: Teatrul Muncă și Voie bună, Comedia, Teatrul Mic, Teatrul Nostru, Alhambra, Tineretului, Studioul actorului de film „CI. Nottara", Teatrul din Galați și, din 1958, pe scena Teatrului „Al. Davila" din Pitești.
A colaborat cu cei mai mari regizori: Victor Ion Popa, Ion Șahighian, Sică Alexandrescu, Marietta Sadova, Vlad Mugur, Aurel Ion Maican, Horea Popescu, Radu Penciulescu, Valeriu Moisescu, Petre Sava Băleanu, Sorana Coroamă-Stanca, Nae Cosmescu, Mihai Radoslăvescu etc.
Sintetizând întreaga sa carieră, pe parcursul celor 60 de ani de teatru, vom reține următoarele date: a interpretat 210 roluri, pregătite în 11.000 de repetiții a câte două-patru ore, iar numărul spectacolelor la care a luat parte depășește cifra de 12.500.
Urmărit de Securitatea comunistă în perioada 1960-1961.

## Studii
- Clasele primare în comuna natală
- Bacalaureatul la Liceul „D. Cantemir" din București.
- Academia Regală de Muzică și Artă Dramatică (clasa Ion Manolescu și V. Maximilian).

## Alte profesii practicate
- Ucenic la un atelier de firme luminoase din neon
- Băiat de prăvălie la "Magazinul de coloniale și delicatese Ghindea" din Pitești
- Strungar la Uzinele "Lemaitre" din București
- Șofer în Gara de Nord (prilej cu care îl va cunoaște pe marele Victor Ion Popa, întîlnire ce-i va schimba practic destinul)

## Roluri în teatru
- MITREA COCOR,	Teatrul Mic București, 17.01.1951
- FATA LUI TUDORAN, Teatrul Mic București, 31.01.1951
- POEMUL LUI OCTOMBRIE,	Teatrul Mic București, 17.11.1951
- MICII BURGHEZI, Teatrul Mic București, 30.03.1952
- PATRU SCHIȚE ȘI O PIESĂ ÎNTR-UN ACT, Teatrul Mic București, 09.04.1952
- VIAȚĂ NOUĂ, Teatrul Mic București, 17.11.1952
- TRĂIASCĂ AI NOȘTRI, Teatrul Mic București, 23.11.1952
- NEPOȚII GORNISTULUI, Teatrul Mic București, 17.02.1953
- STEAUA FĂRĂ NUME, Teatrul Mic București, 12.11.1953
- TACHE, IANKE ȘI CADÎR, Teatrul 'Alexandru Davilla' - Pitești, 29.12.1955
- GAIȚELE, Teatrul Dramatic 'Fani Tardini' - Galați, 19.07.1956
- HANUL DE LA RĂSCRUCE,	Teatrul Dramatic 'Fani Tardini' - Galați, 11.05.1957
- INSPECTORUL DE POLIȚIE, Teatrul Dramatic 'Fani Tardini' - Galați, 19.07.1957
- TRAGEDIA OPTIMISTĂ, Teatrul Dramatic 'Fani Tardini' - Galați, 01.11.1957
- GÎLCEVILE DIN CHIOGGIA, Teatrul Dramatic 'Fani Tardini' - Galați, 12.12.1957
- HARAP ALB, Teatrul Dramatic 'Fani Tardini' - Galați, 18.04.1958
- VLAICU VODĂ, Teatrul 'Alexandru Davilla' - Pitești, 30.05.1958
- FURTUNA, Teatrul Dramatic 'Fani Tardini' - Galați, 29.07.1958
- MIREASA DESCULȚĂ, Teatrul Dramatic 'Fani Tardini' - Galați, 15.09.1958
- NUNTA LUI KRECINSKI, Teatrul 'Alexandru Davilla' - Pitești, 22.01.1959
- POARTA, Teatrul 'Alexandru Davilla' - Pitești, 01.05.1959
- SURORILE BOGA, Teatrul 'Alexandru Davilla' - Pitești, 22.08.1959
- VIAȚA NOUĂ, Teatrul 'Alexandru Davilla' - Pitești, 01.11.1959
- SETEA, Teatrul 'Alexandru Davilla' - Pitești, 10.01.1960
- INTRIGĂ ȘI IUBIRE, Teatrul 'Alexandru Davilla' - Pitești, 16.01.1960
- OMUL CU MÎRȚOAGA, Teatrul 'Alexandru Davilla' - Pitești, 14.02.1960
- MOȘ TEACĂ, Teatrul 'Alexandru Davilla' - Pitești, 10.04.1960
- ANII NEGRI, Teatrul 'Alexandru Davilla' - Pitești, 18.06.1960
- UN MILION PENTRU UN SURÎS, Teatrul 'Alexandru Davilla' - Pitești, 09.07.1960
- SINGUR PRINTRE DUȘMANI, Teatrul 'Alexandru Davilla' - Pitești, 06.11.1961
- NEAMURILE, Teatrul 'Alexandru Davilla' - Pitești, 28.11.1961
- ÎNȘIR-TE MĂRGĂRITE, Teatrul 'Alexandru Davilla' - Pitești, 27.12.1961
- VLAICU VODĂ, Teatrul 'Alexandru Davilla' - Pitești, 13.02.1962
- FATA FĂRĂ ZESTRE, Teatrul 'Alexandru Davilla' - Pitești, 30.03.1962
- SPECTACOL 'ION LUCA CARAGIALE', Teatrul 'Alexandru Davilla' - Pitești, 10.04.1962
- FEBRE, Teatrul 'Alexandru Davilla' - Pitești, 02.10.1962
- ÎNDRĂZNEALA, Teatrul 'Alexandru Davilla' - Pitești, 28.10.1962
- ORAȘUL VISURILOR NOASTRE, Teatrul 'Alexandru Davilla' - Pitești, 15.12.1962
- OAMENI ȘI UMBRE, Teatrul 'Alexandru Davilla' - Pitești, 13.03.1963
- ȘEFUL SECTORULUI SUFLETE, Teatrul 'Alexandru Davilla' - Pitești, 14.11.1963
- PUNCTUL CULMINANT, Teatrul 'Alexandru Davilla' - Pitești, 14.01.1964
- NOAPTEA REGILOR, Teatrul 'Alexandru Davilla' - Pitești, 11.04.1964
- FII CUMINTE, CRISTOFOR, Teatrul 'Alexandru Davilla' - Pitești, 19.09.1964
- MARELE FLUVIU ÎȘI ADUNĂ APELE, Teatrul 'Alexandru Davilla' - Pitești, 29.10.1964
- CANIOTA, Teatrul 'Alexandru Davilla' - Pitești, 03.04.1965
- RĂZVAN ȘI VIDRA, Teatrul 'Alexandru Davilla' - Pitești, 16.10.1965
- CIUTA, Teatrul 'Alexandru Davilla' - Pitești, 20.01.1966
- SIMPLE COINCIDENȚE, Teatrul 'Alexandru Davilla' - Pitești, 12.05.1966
- NEÎNCREDERE ÎN FOIȘOR, Teatrul 'Alexandru Davilla' - Pitești, 06.11.1966
- OMUL CARE ADUCE PLOAIE, Teatrul 'Alexandru Davilla' - Pitești, 18.03.1967
- SFÎNTUL MITICĂ BLAJINU, Teatrul 'Alexandru Davilla' - Pitești, 26.05.1967
- ECATERINA TEODOROIU, Teatrul 'Alexandru Davilla' - Pitești, 02.08.1967
- IO MIRCEA VOIEVOD, Teatrul 'Alexandru Davilla' - Pitești, 13.08.1967
- ZECE ZILE CARE AU ZGUDUIT LUMEA, Teatrul 'Alexandru Davilla' - Pitești, 05.11.1967
- GOANA DUPĂ FLUTURI, Teatrul 'Alexandru Davilla' - Pitești, 27.01.1968
- TOPAZE, Teatrul 'Alexandru Davilla' - Pitești, 28.06.1968
- O CASĂ ONORABILĂ, Teatrul 'Alexandru Davilla' - Pitești, 01.10.1968
- BĂLCESCU, Teatrul 'Alexandru Davilla' - Pitești, 13.12.1968
- MEȘTERUL MANOLE, Teatrul 'Alexandru Davilla' - Pitești, 30.03.1969
- PUPĂZA DIN TEI, Teatrul 'Alexandru Davilla' - Pitești, 24.04.1969
- PENDULA, Teatrul 'Alexandru Davilla' - Pitești, 24.04.1969
- ARCUL DE TRIUMF, Teatrul 'Alexandru Davilla' - Pitești, 01.07.1969
- VLAICU VODĂ, Teatrul 'Alexandru Davilla' - Pitești, 27.12.1969
- TAIFUN, Teatrul 'Alexandru Davilla' - Pitești, 20.03.1970
- CĂRUȚA CU PAIAȚE, Teatrul 'Alexandru Davilla' - Pitești, 27.05.1970
- TIMP ȘI ADEVĂR, Teatrul 'Alexandru Davilla' - Pitești, 23.03.1971
- SAM, Teatrul 'Alexandru Davilla' - Pitești, 26.05.1971
- PISICA SĂLBATICĂ, Teatrul 'Alexandru Davilla' - Pitești, 15.09.1971
- VIFORUL, Teatrul 'Alexandru Davilla' - Pitești, 11.01.1972
- TREPTE; AUTOGRAFUL; ANA, Teatrul 'Alexandru Davilla' - Pitești, 11.05.1972
- ȚARA FERICIRII, Teatrul 'Alexandru Davilla' - Pitești, 01.06.1972
- JOCUL DE-A VACANȚA, Teatrul 'Alexandru Davilla' - Pitești, 30.09.1972
- SÎMBĂTA PĂCĂLELILOR, Teatrul 'Alexandru Davilla' - Pitești, 20.03.1973
- VIFORNIȚA, Teatrul 'Alexandru Davilla' - Pitești, 08.05.1973
- PUTEREA ȘI ADEVARUL, Teatrul 'Alexandru Davilla' - Pitești, 29.12.1973
- NUNTA DIN PERUGIA, Teatrul 'Alexandru Davilla' - Pitești, 04.04.1974
- JUDECATA DE LA MIEZUL NOPȚII, Teatrul 'Alexandru Davilla' - Pitești, 11.12.1974
- AZILUL DE NOAPTE, Teatrul 'Alexandru Davilla' - Pitești, 29.04.1975
- PAPA SE LUSTRUIEȘTE, Teatrul 'Alexandru Davilla' - Pitești, 09.10.1975
- CAFEAUA ACTRIȚEI, Teatrul 'Alexandru Davilla' - Pitești, 26.05.1976
- MOARTEA LUI VLAD TEPEȘ, Teatrul 'Alexandru Davilla' - Pitești, 14.11.1976
- CAZUL ENĂCHESCU, Teatrul 'Alexandru Davilla' - Pitești, 14.06.1977
- VLAICU VODĂ, Teatrul 'Alexandru Davilla' - Pitești, 24.11.1977
- UNDEVA O LUMINĂ, Teatrul 'Alexandru Davilla' - Pitești, 25.12.1977
- CONFRAȚII, Teatrul 'Alexandru Davilla' - Pitești, 23.05.1978
- GAROAFA ALBĂ,	Teatrul 'Alexandru Davilla' - Pitești, 11.09.1978
- STRIP-TEASE PE RING,	Teatrul 'Alexandru Davilla' - Pitești, 10.01.1979
- CUZA VODĂ, Teatrul 'Alexandru Davilla' - Pitești, 08.02.1979
- HOȚII DE ILUZII; OMUL DE PAIANTĂ; EXPERIMENTUL, Teatrul 'Alexandru Davilla' - Pitești, 14.02.1980
- VOIEVOZI PESTE VEACURI, Teatrul 'Alexandru Davilla' - Pitești, 08.06.1980
- ANONIMA SEMNATĂ, Teatrul 'Alexandru Davilla' - Pitești, 12.10.1980
- MOARTEA UNUI COMIS VOIAJOR, Teatrul 'Alexandru Davilla' - Pitești, 19.12.1980
- ADEVĂRATA LUMINĂ, Teatrul 'Alexandru Davilla' - Pitești, 05.05.1981
- ROMAN SENTIMENTAL, Teatrul 'Alexandru Davilla' - Pitești, 05.11.1981
- MĂSURĂ PENTRU MĂSURĂ,	Teatrul 'Alexandru Davilla' - Pitești, 19.02.1982
- OSPĂȚUL LUI TRIMALCHIO, Teatrul 'Alexandru Davilla' - Pitești, 15.09.1982
- TITANIC VALS,	Teatrul 'Alexandru Davilla' - Pitești, 15.12.1982
- REGELE GOL, Teatrul 'Alexandru Davilla' - Pitești, 29.06.1983
- ULTIMA ORĂ, Teatrul 'Alexandru Davilla' - Pitești, 15.09.1983
- DRAGOSTE LA MADRID, Teatrul 'Alexandru Davilla' - Pitești, 14.03.1984
- OPERAȚIUNEA LIFTING, Teatrul 'Alexandru Davilla' - Pitești, 09.06.1984
- DOMNUL DECAN, Teatrul 'Alexandru Davilla' - Pitești, 05.04.1985
- HAINA CU DOUĂ FEȚE, Teatrul 'Alexandru Davilla' - Pitești, 12.07.1985
- MIELUL TURBAT, Teatrul 'Alexandru Davilla' - Pitești, 15.09.1985
- OMUL CARE A VĂZUT MOARTEA, Teatrul 'Alexandru Davilla' - Pitești, 19.02.1986
- NU NE NAȘTEM TOȚI LA ACEEAȘI VÎRSTĂ, Teatrul 'Alexandru Davilla' - Pitești, 08.10.1986
- PÎNDA, Teatrul 'Alexandru Davilla' - Pitești, 16.09.1987
- UȘILE ÎMPĂRĂTEȘTI, Teatrul 'Alexandru Davilla' - Pitești, 19.04.1988
- OPERAȚIE DIFICILĂ, Teatrul 'Alexandru Davilla' - Pitești, 15.09.1988
- VIS DE DRAGOSTE, Teatrul 'Alexandru Davilla' - Pitești, 26.01.1989
- CONVOIUL, Teatrul 'Alexandru Davilla' - Pitești, 09.06.1989
- FATA FĂRĂ ZESTRE, Teatrul 'Alexandru Davilla' - Pitești, 24.09.1989
- WEEK-END LA SECTORUL 9, Teatrul 'Alexandru Davilla' - Pitești, 30.09.1990
- PERSECUTAREA ȘI ASASINAREA LUI JEAN-PAUL MARAT, Teatrul 'Alexandru Davilla' - Pitești, 01.11.1990

## Roluri în film
- Din nou împreună (1978)
- Vlad Țepeș (1979)
- Iancu Jianu zapciul (1981)
- Iancu Jianu haiducul (1981)

- Cireșarii (1974)
- Desfășurarea (1954)
- Mitrea Cocor (1952)

## Piese regizate
- 1907,	Teatrul 'Alexandru Davilla' - Pitești, 04.02.1977
- CASA CU DOUĂ FETE, Teatrul 'Alexandru Davilla' - Pitești, 18.10.1979
- O FELIE DE LUNĂ, Teatrul 'Alexandru Davilla' - Pitești, 04.04.1963
- PAPA SE LUSTRUIEȘTE, Teatrul 'Alexandru Davilla' - Pitești, 09.10.1975
- PIESE ÎNTR-UN ACT, Teatrul 'Alexandru Davilla' - Pitești, 28.01.1961
- TIGRUL ÎN PAPUCI, Teatrul 'Alexandru Davilla' - Pitești, 06.03.1978

## Cărți publicate
- Ghinionul a fost norocul meu. Memorialistică (editura Tip Naste, Pitești 1999  -    ISBN 973-97212-8-1)
- Ghinionul a fost norocul meu. Memorialistică (volumul I, editura Tip Naste, Pitești 2004)
- Ghinionul a fost norocul meu. Memorialistică (volumul II, editura Paralela 45, Pitești 2007)
- Ghinionul a fost norocul meu. Memorialistică (volumul III, editura Paralela 45, Pitești 2010)

## Premii și distincții acordate
- Ordinul Meritul Cultural clasa a V-a (6 noiembrie 1967) „pentru merite deosebite în domeniul artei dramatice”[1]
- 1995 - Cetățean de onoare al Municipiului Pitești - „pentru modul exemplar în care a slujit timp de o viață scena românească în general și pe cea a Teatrului „Al. Davila" în special”.[2]
- Distincția de merit a Academiei Române.